# Hersiliola lindbergi
Hersiliola lindbergi là một loài nhện trong họ Hersiliidae.
Loài này thuộc chi Hersiliola. Hersiliola lindbergi được miêu tả năm 2009 bởi Y. M. Marusik & V. Y. Fet.